# «Сан-Диего Падрес» в сезоне 2021
Сезон 2021 года стал для «Сан-Диего Падрес» пятьдесят третьим в Главной лиге бейсбола и в истории клуба. Команда с 79 победами и 83 поражениями заняла третье место в Западном дивизионе Национальной лиги, не выйдя в плей-офф. Неудовлетворительные результаты привели к отставке главного тренера команды Джейса Тинглера, проведшего на этом посту всего два сезона. 
Домашние матчи клуб проводил на стадионе «Петко-парк», вмещающем 40 209 зрителей. На начальном этапе чемпионата из-за угрозы распространения COVID-19 посещамость матчей была ограничена 20 % вместимости трибун. Позднее доступными для болельщиков сделали 33 % мест, полностью трибуны были открыты на домашнем матче против «Цинциннати Редс» 17 июня.
В состоявшемся 13 июля Матче всех звёзд Главной лиги бейсбола приняло участие четыре игрока команды: питчер Марк Мелансон, шортстоп Фернандо Татис, инфилдеры Джейк Кроненуорт и Мэнни Мачадо. Питчер Ю Дарвиш попал в число участников Матча всех звёзд по итогам голосования, но не сыграл в нём из-за травмы. 
На прошедшем с 11 по 13 июля драфте Главной лиги бейсбола клуб выбрал двадцать одного игрока. В первом раунде под общим двадцать седьмым номером был задрафтован шортстоп Джексон Меррилл, подписавший контракт с бонусом в размере 1,8 млн долларов. Другими заметными новичками «Падрес» стали аутфилдер Джеймс Вуд и питчер Кевин Коппс.
Девятого апреля питчер команды Джо Масгроув сыграл ноу-хиттер, ставший первым в истории команды.

## Межсезонье

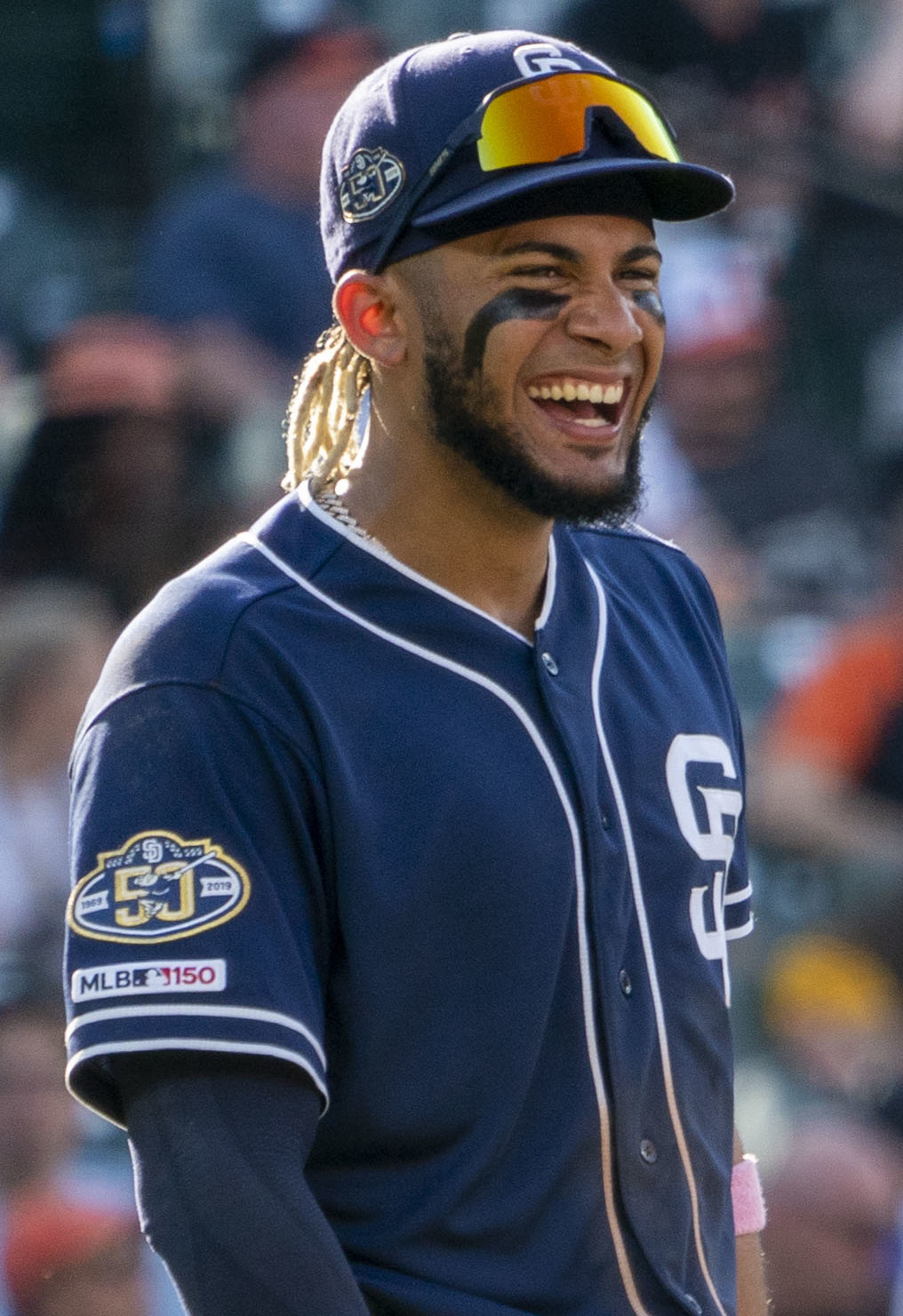
Фернандо Татис, один из лидеров «Сан-Диего Падрес» в сезоне 2021 года.

Обозреватель газеты New York Post Грег Джойс перед стартом регулярного чемпионата прогнозировал команде второе место в дивизионе после «Лос-Анджелес Доджерс». Ключевым игроком «Падрес» по его мнению должен был стать шортстоп Фернандо Татис, в межсезонье подписавший контракт на четырнадцать лет и 340 млн долларов. Джойс отмечал, что для успеха стартовой ротации, пополнившейся Ю Дарвишем, Блейком Снеллом и Джо Масгроувом, будет необходим прогресс в игре Криса Пэддака. Молодой питчер, в 2019 году боровшийся за титул лучшего новичка Национальной лиги, неудачно провёл предыдущий сокращённый сезон. Возможным открытием сезона назывался питчер-левша Маккензи Гор, входивший в число десяти лучших игроков лиги, от которых ожидали дебюта в 2021 году.
Обозреватель CBS Sports Мэтт Снайдер также отмечал работу над усилением состава, которую клуб провёл в межсезонье. Помимо усиления стартовой ротации питчеров и подписания нового контракта с Фернандо Татисом, он называл переход из «Чикаго Кабс» кэтчера Виктора Каратини, который должен был составить батарею с Ю Дарвишем, и приглашение звезды Корейской бейсбольной лиги шортстопа Ким Хасона. Важным фактором, повлияющим на игру команды, Снайдер называл состояние здоровья стартового питчера Динельсона Ламета.
Корреспондент NBC San Diego Дерек Тогерсон в своём предсезонном прогнозе поставил «Падрес» на второе место в дивизионе, выход в уайлд-кард раунд плей-офф и первый в истории команды сезон со ста выигранными матчами. Такой же исход борьбы прогнозировал обозреватель New York Times Тайлер Кепнер, выделявший противостояние «Падрес» и «Доджерс» как одно из главных в сезоне.

### Предсезонные матчи
В = Побед; П = Поражения; П% = Процент выигранных матчей; GB = Отставание от лидера; Дома = Победы/поражения дома; Выезд = Победы/поражения на выезде
| Кактусовая лига        | В  | П  | П%   | GB   | Дома | Выезд |
| ---------------------- | -- | -- | ---- | ---- | ---- | ----- |
| Канзас-Сити Роялс      | 16 | 8  | 66,7 | —    | 9—2  | 7—6   |
| Чикаго Кабс            | 15 | 9  | 62,5 | 1,0  | 7—4  | 8—5   |
| Окленд Атлетикс        | 16 | 10 | 61,5 | 1,0  | 8—5  | 8—5   |
| Милуоки Брюэрс         | 15 | 11 | 57,7 | 2,0  | 5—8  | 10—3  |
| Лос-Анджелес Доджерс   | 13 | 11 | 54,2 | 3,0  | 6—7  | 7—4   |
| Техас Рейнджерс        | 14 | 12 | 53,8 | 3,0  | 10—4 | 4—8   |
| Колорадо Рокиз         | 14 | 14 | 50,0 | 4,0  | 8—7  | 6—7   |
| Лос-Анджелес Энджелс   | 13 | 13 | 50,0 | 4,0  | 9—4  | 4—9   |
| Чикаго Уайт Сокс       | 12 | 12 | 50,0 | 4,0  | 6—5  | 6—7   |
| Сиэтл Маринерс         | 11 | 11 | 50,0 | 4,0  | 7—5  | 4—6   |
| Сан-Диего Падрес       | 12 | 13 | 48,0 | 4,5  | 6—7  | 6—6   |
| Сан-Франциско Джайентс | 11 | 12 | 47,8 | 4,5  | 5—6  | 6—6   |
| Аризона Даймондбэкс    | 9  | 15 | 37,5 | 7,0  | 5—7  | 4—8   |
| Кливленд Индианс       | 10 | 18 | 35,7 | 8,0  | 5—8  | 5—10  |
| Цинциннати Редс        | 7  | 19 | 26,9 | 10,0 | 3—10 | 4—9   |

- В таблице не учтены результаты матчей, завершившихся вничью. Во время предсезонной подготовки команды не играют экстраиннинги.

## Регулярный чемпионат

### Апрель

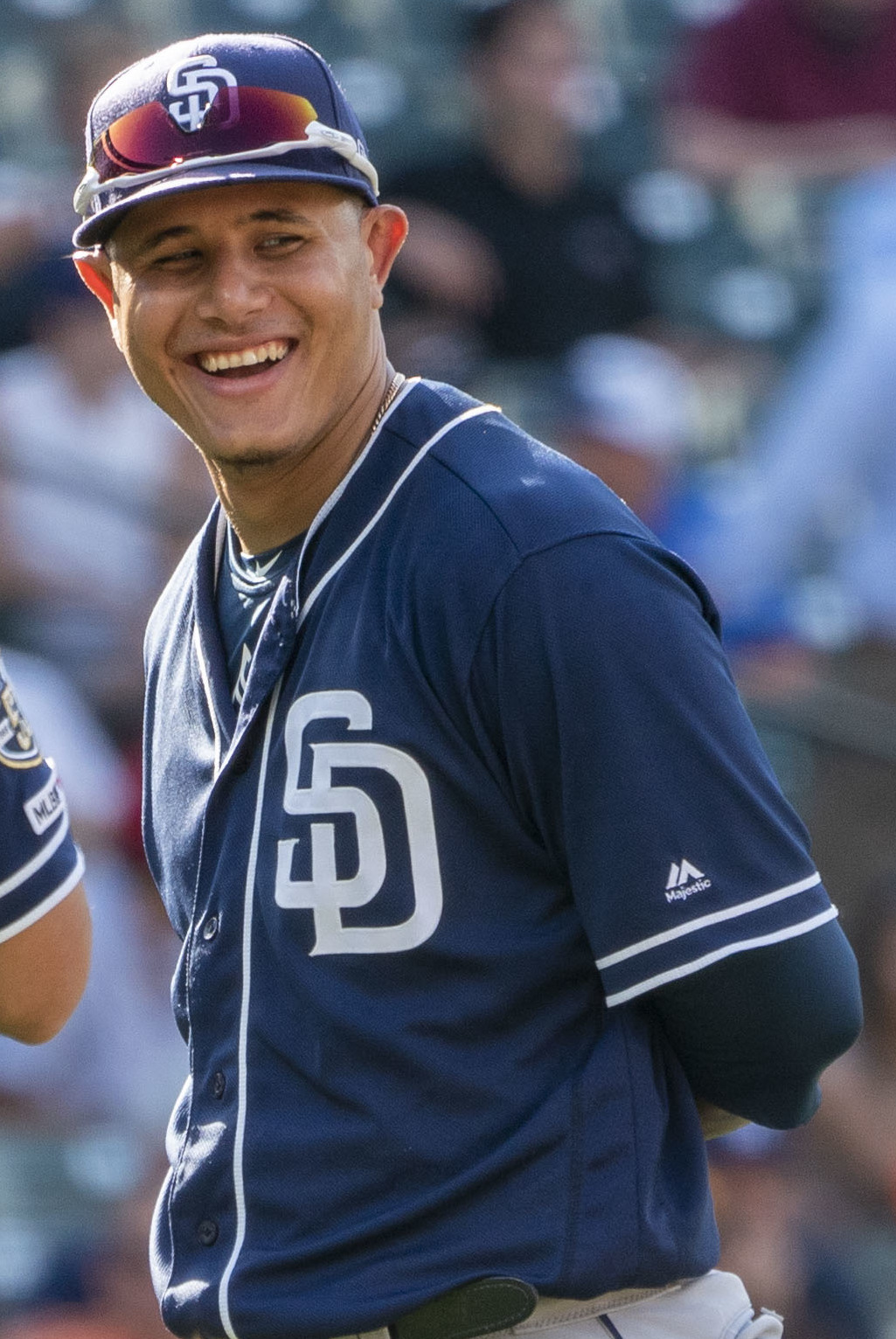
Игрок третьей базы команды Мэнни Мачадо.

Через несколько дней после начала регулярного чемпионата лидер команды Фернандо Татис получил вывих левого плеча. Корреспондент газеты The San Diego Union-Tribune Кевин Эйси назвал его потерю худшим возможным сценарием сезона. Шестого апреля клуб объявил о том, что операция игроку не потребуется, Татис был внесён в список травмированных на десять дней. В числе претендентов на место стартового шортстопа на этот период назывались Мэнни Мачадо, Хорхе Матео, Тукупита Маркано, Джейк Кроненуорт и Ким Хасон. Пропустив десять игр, Татис вернулся на поле 16 апреля и выбил хоум-ран в игре против «Доджерс».
Девятого апреля в матче против «Техас Рейнджерс» Джо Масгроув сыграл ноу-хиттер, ставший первым в истории «Падрес». Он был признан лучшим игроком недели. Эта награда стала для клуба второй подряд в начале чемпионата, ранее лучшим был признан игрок первой базы Эрик Хосмер. Двадцать шестого апреля лучшим игроком недели в Национальной лиге был назван Фернандо Татис. Питчер Марк Мелансон, реализовавший в апреле все девять возможностей для сейва с пропускаемостью 0,69 был признан лучшим реливером месяца в Национальной лиге.
Подводя итоги апреля, обозреватель сайта лиги Эй Джей Кассавелл отмечал эффективность питчеров стартовой ротации, которые с общим показателем пропускаемости 2,67 занимали четвёртое место в лиге. Лестных оценок удостоился клоузер Марк Мелансон. На старте сезона оправдались приобретения Ю Дарвиша, Блейка Снелла и Джо Масгроува, но высказывались опасения по поводу того, насколько успешно питчеры пройдут всю дистанцию чемпионата. До конца сезона выбыл Адриан Морехон, перенёсший операцию, различные проблемы со здоровьем были у Динельсона Ламета, Криса Пэддака и Райана Уэзерса. Благоприятное впечатление произвела игра команды в семи матчах против «Лос-Анджелес Доджерс», главного соперника в дивизионе. Кассавелл также отметил хорошую игру в защите игрока третьей базы Мэнни Мачадо и большое количество ошибок Фернандо Татиса.

### Май
В мае проблемы команды с составом сохранились. Продолжали восстанавливаться после травм центральный аутфилдер Трент Гришем и кэтчер Остин Нола. В середине месяца после положительных тестов на COVID-19 на карантин было отправлено пять полевых игроков, но во время их отсутствия «Падрес» провели отрезок с десятью победами при одном поражении. Месяц команда завершила длительной серией выездных матчей, в том числе сыграв четыре подряд матча с экстра-иннингами, что стало клубным рекордом.
Лидером команды в мае был Фернандо Татис: он отбивал с эффективностью 35,3 % и получил награду Игроку месяца в Национальной лиге. Обозреватель сайта лиги Эй Джей Кассавелл отметил, что игра «Падрес» может стать стабильнее если поддержку ему окажут остальные отбивающие. Было отмечено постепенное возвращение в строй Динельсона Ламета, но нагрузка на реливеров команды по-прежнему оставалась высокой — в 24 матчах стартовые питчеры «Сан-Диего» не смоги провести на поле более четырёх иннингов, ни одна другая команда лиги не сыграла более 19 таких матчей.

### Июнь

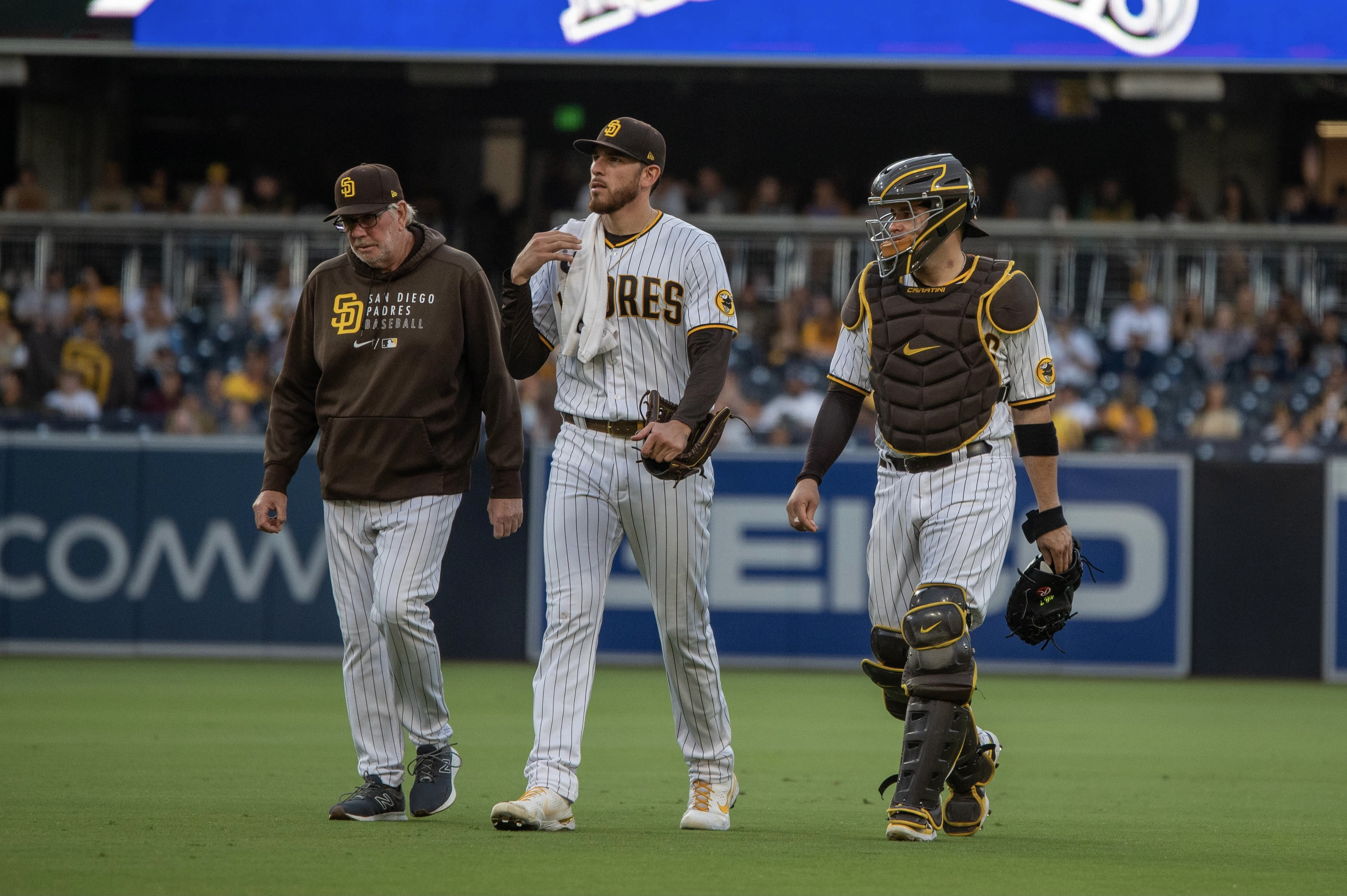
Тренер питчеров Ларри Ротшильд, питчер Джо Масгроув и кэтчер Виктор Каратини.

Подводя итоги первой части регулярного чемпионата, Кевин Эйси говорил о нестабильности результатов «Падрес», отмечая, что серий неудач редко удавалось избежать даже будущим победителям Мировой серии. Питчер Крейг Стаммен в интервью заявил, что «команда находится там, где рассчитывала, выиграв более половины своих матчей». Главные проблемы связывались с игрой нападения: к концу июня Падрес занимали двенадцатое место в лиге по показателю OPS и тринадцатое по числу выбитых хоум-ранов. В частности, упоминалась низкая результативность Уила Майерса и Эрика Хосмера. Вариантами усиления команды Эйси называл работу на рынке и обмены с другими клубами, а также возвращение в состав травмированных Дрю Померанца, Пирса Джонсона, Мэтта Страма и Остина Нолы. Главной же проблемой на финише сезона должен был стать календарь игр — из 35 последних матчей регулярного чемпионата 19 команде предстояло сыграть с главными конкурентами по дивизиону «Джайентс» и «Доджерс».

### Матч всех звёзд и драфт
Четвёртого июля были объявлены итоги голосования, определявшего участников Матча всех звёзд лиги. В сборную Национальной лиги вошли питчеры Ю Дарвиш и Марк Мелансон, второй базовый Джейк Кроненуорт и шортстоп Фернандо Татис. Для Дарвиша Матч всех звёзд стал пятым в карьере, Мелансон получил приглашение в четвёртый раз. Кроненуорт и Татис вошли в число его участников впервые. Четыре выбранных игрока стали лучшим результатом «Падрес» с 1998 года. Десятого июля стало известно, что Дарвиш в матче участия не примет из-за проблем со спиной и бедром. Одиннадцатого июля в состав сборной Национальной лиги был включён игрок третьей базы Мэнни Мачадо, заменивший травмированного Рональда Акунью.
В первом раунде драфта Главной лиги бейсбола, прошедшем 11 июля, «Падрес» под общим 27 номером выбрали шортстопа Джексона Меррилла из старшей школы Северна-Парк. Его оценили как хорошего бьющего и подвижного игрока с недостаточной скоростью, что в перспективе может привести к его переводу на третью базу. Во втором раунде под 62 номером был выбран аутфилдер Джеймс Вуд из Академии IMG в Брейдентоне. Ранее он подписал письмо о намерениях поступить в университет штата Миссисипи, но высокий выбор свидетельствовал об уверенности клуба в том, что игрок подпишет контракт. В поздних раундах команда выбрала одиннадцать питчеров, игравших в турнире NCAA. Самым заметным среди них стал правша Кевин Коппс, по итогам студенческого сезона вошедший в число финалистов награды Голден Спайкс лучшему бейсболисту-любителю страны. Всего «Падрес» выбрали 21 игрока. К концу июля контракты с клубом подписали восемнадцать новичков. Сумма бонуса Мерриллу составила 1,8 млн долларов, Вуду — 2,6 млн долларов. Выбранный в двадцатом раунде питчер Чейз Бернс от подписания соглашения отказался, предпочтя поступить в университет.

### Июль
К концу июля команда подошла с 60 победами и 45 поражениями, на 5,5 игр отставая от лидирующих «Джайентс» и на 2,5 игры от «Доджерс». В свою очередь, «Падрес» на пять игр опережали «Цинциннати Редс» в борьбе за одно из мест в уайлд-кард раунде плей-офф. Перед закрытием периода обменов клуб действовал не очень активно. Генеральный менеджер Эй Джей Преллер объяснил это желанием сохранить в системе лучших молодых игроков. Самыми заметными приобретениям «Падрес» стали один из лучших отбивающих Национальной лиги Адам Фрейзер, реливер Дэниел Хадсон и аутфилдер Джейк Марисник. Соперники по дивизиону действовали на рынке более агрессивно: «Доджерс» усилились питчером Максом Шерзером и шортстопом Треем Тернером, «Джайентс» обменяли Криса Брайанта.

### Август
Серия неудачных матчей привела к тому, что к концу месяца «Падрес» выбыли из числа потенциальных участников плей-офф. По данным сайта FanGraphs шансы команды на продолжение борьбы за чемпионство на конец мая составляли 98 %, а к концу лета снизились до 27 %. Низкая эффективность питчеров повлекла за собой отставку тренера Ларри Ротшильда, которого заменил Бен Фриц. Шортстоп Фернандо Татис по ходу месяца был переведён на позицию аутфилдера для снижения риска рецидива травмы плеча. Главной проблемой по-прежнему оставались травмы и болезни. Из-за различных проблем со здоровьем, в том числе из-за COVID-19, игроки «Сан-Диего» суммарно пропустили 1 669 матчей. Наибольшие потери понесла стартовая ротация. Ряд питчеров пропустил значительную часть чемпионата, а такие игроки, как Блейк Снелл, Райан Уэзерс и Крис Пэддак, выступали неудачно.

### Сентябрь
В сентябре колумнист The San Diego Union-Tribune Брайс Миллер главной проблемой команды назвал недостаток организации. По его мнению, руководство неверно оценило возможности своих игроков, фактически бездействовало в период обменов, контракты нескольких бейсболистов не соответствовали их эффективности. Пришедшие в команду питчеры Джейк Арриета и Винс Веласкес выступили неудачно. Ставка на ветеранов привела к тому, что в рейтинге фарм-систем лиги клуб опустился со второй позиции на семнадцатую. В ключевой с точки зрения борьбы за выход в уайлд-кард раунд плей-офф серии против «Сент-Луиса» «Падрес» проиграли все три матчах. Окончательно шансы на выход в плей-офф команда потеряла 25 сентября после домашнего поражения от «Атланты».
Регулярный чемпионат «Падрес» завершили с 79 победами и 83 поражениями, отстав от победителя дивизиона на 28 игр. Провальная концовка сезона привела к отставке главного тренера Джейса Тинглера. За два сезона под его руководством команда выиграла 116 матчей, проиграв 106. Генеральный менеджер клуба Эй Джей Преллер заявил, что Тинглер останется работать в организации на другой должности.

### Положение команд
В = Побед; П = Поражения; П% = Процент выигранных матчей; GB = Отставание от лидера; Дома = Победы/поражения дома; Выезд = Победы/поражения на выезде
| Западный дивизион      | В   | П   | П%   | GB   | Дома  | Выезд |
| ---------------------- | --- | --- | ---- | ---- | ----- | ----- |
| Сан-Франциско Джайентс | 107 | 55  | 66,0 | —    | 54—27 | 53—28 |
| Лос-Анджелес Доджерс   | 106 | 56  | 65,4 | 1,0  | 58—23 | 48—33 |
| Сан-Диего Падрес       | 79  | 83  | 48,8 | 28,0 | 45—36 | 34—47 |
| Колорадо Рокиз         | 74  | 87  | 46,0 | 32,5 | 48—33 | 26—54 |
| Аризона Даймондбэкс    | 52  | 110 | 32,1 | 55,0 | 32—49 | 20—61 |

### Статистика
| Условные цветовые обозначения    |
| -------------------------------- |
| Игроки, пришедшие по ходу сезона |
| Игроки, ушедшие по ходу сезона   |

- Курсивом выделены игроки, дебютировавшие в Главной лиге бейсбола в сезоне 2021 года
- Жирным выделены игроки, принимавшие участие в Матче всех звёзд
- Статистика приведена для игроков основного состава по данным сайта baseball-reference.com

#### Питчеры
| Игрок        | G  | GS | CG | IP    | W  | L  | ERA  | SO  | BB |
| ------------ | -- | -- | -- | ----- | -- | -- | ---- | --- | -- |
| Джо Масгроув | 32 | 31 | 2  | 181,1 | 11 | 9  | 3,18 | 203 | 54 |
| Ю Дарвиш     | 30 | 30 | 0  | 166,1 | 8  | 11 | 4,22 | 199 | 44 |
| Блейк Снелл  | 27 | 27 | 0  | 128,2 | 7  | 6  | 4,20 | 170 | 69 |
| Крис Пэддак  | 23 | 22 | 0  | 108,1 | 7  | 7  | 5,07 | 99  | 22 |
| Райан Уэзерс | 30 | 18 | 0  | 94,2  | 4  | 7  | 5,32 | 72  | 30 |

| Игрок         | G  | GS | IP   | W | L | SV | ERA  | SO | BB |
| ------------- | -- | -- | ---- | - | - | -- | ---- | -- | -- |
| Марк Мелансон | 64 | 0  | 64,2 | 4 | 3 | 39 | 2,23 | 59 | 25 |
| Крейг Стаммен | 67 | 4  | 88,1 | 6 | 3 | 1  | 3,06 | 83 | 13 |
| Эмилио Паган  | 67 | 0  | 63,1 | 4 | 3 | 0  | 4,83 | 69 | 18 |
| Тим Хилл      | 78 | 0  | 59,2 | 6 | 6 | 1  | 3,62 | 56 | 23 |
| Остин Адамс   | 65 | 0  | 52,2 | 3 | 2 | 0  | 4,10 | 76 | 35 |

#### Бэттеры
| Поз. | Игрок            | G   | AB  | R  | H   | 2B | 3B | HR | RBI | SB | BA   | OBP  | SLG  |
| ---- | ---------------- | --- | --- | -- | --- | -- | -- | -- | --- | -- | ---- | ---- | ---- |
| C    | Виктор Каратини  | 116 | 313 | 33 | 71  | 9  | 0  | 7  | 39  | 2  | 22,7 | 30,9 | 32,3 |
| 1B   | Эрик Хосмер      | 151 | 509 | 53 | 137 | 28 | 0  | 12 | 65  | 5  | 26,9 | 33,7 | 39,5 |
| 2B   | Джейк Кроненуорт | 152 | 567 | 94 | 151 | 33 | 7  | 21 | 71  | 4  | 26,6 | 34,0 | 46,0 |
| SS   | Фернандо Татис   | 130 | 478 | 99 | 135 | 31 | 0  | 42 | 97  | 25 | 28,2 | 36,4 | 61,1 |
| 3B   | Мэнни Мачадо     | 153 | 564 | 92 | 157 | 31 | 2  | 28 | 106 | 23 | 27,8 | 34,7 | 48,9 |
| LF   | Томми Фэм        | 155 | 475 | 74 | 109 | 24 | 2  | 15 | 49  | 14 | 22,9 | 34,0 | 38,3 |
| CF   | Трент Гришем     | 132 | 462 | 61 | 112 | 28 | 3  | 15 | 62  | 13 | 24,2 | 32,7 | 41,3 |
| RF   | Уил Майерс       | 146 | 442 | 56 | 113 | 24 | 2  | 17 | 63  | 8  | 25,6 | 33,4 | 43,4 |

## Аффилированные клубы
Перед началом сезона 2021 года система младших бейсбольных лиг была реформирована, более сорока команд ушли из структур, связанных с клубами Главной лиги бейсбола. После изменений в фарм-систему «Сан-Диего Падрес» вошли команды лиг для новичков из Аризонской и Доминиканской лиг, а также клубы «Лейк-Элсинор Сторм», «Форт-Уэйн Тинкэпс», «Сан-Антонио Мишнс» и «Эль-Пасо Чиуауас».
В рейтинг лучших молодых игроков фарм-системы клуба gо версии журнала Baseball America перед стартом сезона было включено семь представителей «Падрес». Лучшими среди них были питчер Маккензи Гор (10 место) и шортстоп Си Джей Абрамс (11 место). В рейтинге аналитика сайта Главной лиги бейсбола Джонатана Майо Гор занял шестую позицию, Абрамс был восьмым.Сайт Baseball Prospectus поставил Абрамса на десятое место, а Гора на одиннадцатое. Другими игроками, вошедшими в список лучших, были кэтчер Луис Кампусано, аутфилдер Роберт Хасселл, питчеры Адриан Морехон и Райан Уэзерс, шортстоп Ким Хасон.

### Результаты
| Уровень | Команда            | Город                               | Лига                      | Результат      | Главный тренер       |
| ------- | ------------------ | ----------------------------------- | ------------------------- | -------------- | -------------------- |
| AAA     | Эль-Пасо Чиуауас   | Эль-Пасо, Техас                     | AAA Запад                 | 51—79 (39,2 %) | Эрик Джандж          |
| AA      | Сан-Антонио Мишнс  | Сан-Антонио, Техас                  | AA Центр                  | 57—63 (47,5 %) | Филлип Уэллман       |
| A+      | Форт-Уэйн Тинкэпс  | Форт-Уэйн, Индиана                  | A+ Центр                  | 54—66 (45,0 %) | Энтони Контрерас     |
| A       | Лейк-Элсинор Сторм | Лейк-Элсинор, Калифорния            | A Запад                   | 55—65 (45,8 %) | Майк Маккой          |
| Rk      | АКЛ Падрес         | Пеория, Аризона                     | Аризона Комплекс          | 23—31 (42,6 %) | Мигель дель Кастильо |
| Rk      | ДСЛ Падрес         | Бока-Чика, Доминиканская Республика | Доминиканская летняя лига | 37—21 (63,8 %) | Луис Мендес          |

### Отчёты о матчах
1. ↑  Padres 8, D-backs 7, Thursday, April 1 2021 (англ.). mlb.com. MLB Advanced Media LP (1 апреля 2021). Дата обращения: 8 апреля 2021. Архивировано 1 апреля 2021 года.
2. ↑  Padres 4, D-backs 2, Friday, April 2 2021 (англ.). mlb.com. MLB Advanced Media LP (3 апреля 2021). Дата обращения: 8 апреля 2021. Архивировано 4 апреля 2021 года.
3. ↑  Padres 7, D-backs 0, Saturday, April 3 2021 (англ.). mlb.com. MLB Advanced Media LP (3 апреля 2021). Дата обращения: 8 апреля 2021. Архивировано 3 июня 2021 года.
4. ↑  D-backs 3, Padres 1, Sunday, April 4 2021 (англ.). mlb.com. MLB Advanced Media LP (4 апреля 2021). Дата обращения: 8 апреля 2021. Архивировано 4 апреля 2021 года.
5. ↑  Giants 3, Padres 2, Monday, April 5 2021 (англ.). mlb.com. MLB Advanced Media LP (5 апреля 2021). Дата обращения: 8 апреля 2021. Архивировано 6 апреля 2021 года.
6. ↑  Padres 3, Giants 1, Tuesday, April 6 2021 (англ.). mlb.com. MLB Advanced Media LP (6 апреля 2021). Дата обращения: 8 апреля 2021. Архивировано 6 апреля 2021 года.
7. ↑  Giants 3, Padres 2, Wednesday, April 7 2021 (англ.). mlb.com. MLB Advanced Media LP (7 апреля 2021). Дата обращения: 8 апреля 2021. Архивировано 7 апреля 2021 года.
8. ↑  Padres 3, Rangers 0, Friday, April 9 2021 (англ.). mlb.com. MLB Advanced Media LP (9 апреля 2021). Дата обращения: 12 апреля 2021. Архивировано 12 апреля 2021 года.
9. ↑  Padres 7, Rangers 4, Saturday, April 10 2021 (англ.). mlb.com. MLB Advanced Media LP (10 апреля 2021). Дата обращения: 12 апреля 2021. Архивировано 12 апреля 2021 года.
10. ↑  Padres 2, Rangers 0, Sunday, April 11 2021 (англ.). mlb.com. MLB Advanced Media LP (11 апреля 2021). Дата обращения: 12 апреля 2021. Архивировано 11 апреля 2021 года.
11. ↑  Padres 6, Pirates 2, Monday, April 12 2021 (англ.). mlb.com. MLB Advanced Media LP (12 апреля 2021). Дата обращения: 15 апреля 2021. Архивировано 15 апреля 2021 года.
12. ↑  Pirates 8, Padres 4, Tuesday, April 13 2021 (англ.). mlb.com. MLB Advanced Media LP (13 апреля 2021). Дата обращения: 15 апреля 2021. Архивировано 13 апреля 2021 года.
13. ↑  Pirates 5, Padres 1, Wednesday, April 14 2021 (англ.). mlb.com. MLB Advanced Media LP (14 апреля 2021). Дата обращения: 15 апреля 2021. Архивировано 14 апреля 2021 года.
14. ↑  Padres 8, Pirates 3, Thursday, April 15 2021 (англ.). mlb.com. MLB Advanced Media LP (15 апреля 2021). Дата обращения: 20 апреля 2021. Архивировано 15 апреля 2021 года.
15. ↑  Dodgers 11, Padres 6, Friday, April 16 2021 (англ.). mlb.com. MLB Advanced Media LP (16 апреля 2021). Дата обращения: 20 апреля 2021. Архивировано 20 апреля 2021 года.
16. ↑  Dodgers 2, Padres 0, Saturday, April 17 2021 (англ.). mlb.com. MLB Advanced Media LP (17 апреля 2021). Дата обращения: 20 апреля 2021. Архивировано 18 апреля 2021 года.
17. ↑  Padres 5, Dodgers 2, Sunday, April 18 2021 (англ.). mlb.com. MLB Advanced Media LP (18 апреля 2021). Дата обращения: 20 апреля 2021. Архивировано 19 апреля 2021 года.
18. ↑  Brewers 3, Padres 1, Monday, April 19 2021 (англ.). mlb.com. MLB Advanced Media LP (19 апреля 2021). Дата обращения: 20 апреля 2021. Архивировано 19 апреля 2021 года.
19. ↑  Brewers 6, Padres 0, Tuesday, April 20 2021 (англ.). mlb.com. MLB Advanced Media LP (20 апреля 2021). Дата обращения: 24 апреля 2021. Архивировано 24 апреля 2021 года.
20. ↑  Brewers 4, Padres 2, Wednesday, April 21 2021 (англ.). mlb.com. MLB Advanced Media LP (21 апреля 2021). Дата обращения: 24 апреля 2021. Архивировано 24 апреля 2021 года.
21. ↑  Padres 3, Dodgers 2, Thursday, April 22 2021 (англ.). mlb.com. MLB Advanced Media LP (22 апреля 2021). Дата обращения: 24 апреля 2021. Архивировано 24 апреля 2021 года.
22. ↑  Padres 6, Dodgers 1, Friday, April 23 2021 (англ.). mlb.com. MLB Advanced Media LP (23 апреля 2021). Дата обращения: 24 апреля 2021. Архивировано 23 апреля 2021 года.
23. ↑  Dodgers 5, Padres 4, Saturday, April 24 2021 (англ.). mlb.com. MLB Advanced Media LP (24 апреля 2021). Дата обращения: 29 апреля 2021. Архивировано 29 апреля 2021 года.
24. ↑  Padres 8, Dodgers 7, Sunday, April 25 2021 (англ.). mlb.com. MLB Advanced Media LP (25 апреля 2021). Дата обращения: 29 апреля 2021. Архивировано 29 апреля 2021 года.
25. ↑  D-Backs 5, Padres 1, Tuesday, April 27 2021 (англ.). mlb.com. MLB Advanced Media LP (27 апреля 2021). Дата обращения: 29 апреля 2021. Архивировано 29 апреля 2021 года.
26. ↑  Padres 12, D-Backs 3, Wednesday, April 28 2021 (англ.). mlb.com. MLB Advanced Media LP (28 апреля 2021). Дата обращения: 29 апреля 2021. Архивировано 28 апреля 2021 года.
27. ↑  Padres 3, Giants 2, Friday, April 30 2021 (англ.). mlb.com. MLB Advanced Media LP (30 апреля 2021). Дата обращения: 2 мая 2021. Архивировано 2 мая 2021 года.
28. ↑  Padres 6, Giants 2, Saturday, May 1 2021 (англ.). mlb.com. MLB Advanced Media LP (1 мая 2021). Дата обращения: 2 мая 2021. Архивировано 2 мая 2021 года.
29. ↑  Giants 7, Padres 1, Sunday, May 2 2021 (англ.). mlb.com. MLB Advanced Media LP (2 мая 2021). Дата обращения: 7 мая 2021. Архивировано 7 мая 2021 года.
30. ↑  Padres 2, Pirates 0, Monday, May 3 2021 (англ.). mlb.com. MLB Advanced Media LP (3 мая 2021). Дата обращения: 7 мая 2021. Архивировано 5 мая 2021 года.
31. ↑  Pirates 2, Padres 1, Tuesday, May 4 2021 (англ.). mlb.com. MLB Advanced Media LP (4 мая 2021). Дата обращения: 7 мая 2021. Архивировано 7 мая 2021 года.
32. ↑  Padres 4, Pirates 2, Wednesday, May 5 2021 (англ.). mlb.com. MLB Advanced Media LP (5 мая 2021). Дата обращения: 7 мая 2021. Архивировано 7 мая 2021 года.
33. ↑  Giants 5, Padres 4, Friday, May 7 2021 (англ.). mlb.com. MLB Advanced Media LP (7 мая 2021). Дата обращения: 12 мая 2021. Архивировано 12 мая 2021 года.
34. ↑  Giants 7, Padres 1, Saturday, May 8 2021 (англ.). mlb.com. MLB Advanced Media LP (8 мая 2021). Дата обращения: 12 мая 2021. Архивировано 12 мая 2021 года.
35. ↑  Padres 11, Giants 1, Sunday, May 9 2021 (англ.). mlb.com. MLB Advanced Media LP (9 мая 2021). Дата обращения: 12 мая 2021. Архивировано 12 мая 2021 года.
36. ↑  Padres 8, Rockies 1, Tuesday, May 11 2021 (англ.). mlb.com. MLB Advanced Media LP (11 мая 2021). Дата обращения: 12 мая 2021. Архивировано 11 мая 2021 года.
37. ↑  Padres 5, Rockies 3, Wednesday, May 12 2021 (англ.). mlb.com. MLB Advanced Media LP (12 мая 2021). Дата обращения: 16 мая 2021. Архивировано 14 мая 2021 года.
38. ↑  Rockies 3, Padres 2, Wednesday, May 12 2021 (англ.). mlb.com. MLB Advanced Media LP (12 мая 2021). Дата обращения: 16 мая 2021. Архивировано 14 мая 2021 года.
39. ↑  Padres 5, Cardinals 4, Friday, May 14 2021 (англ.). mlb.com. MLB Advanced Media LP (14 мая 2021). Дата обращения: 16 мая 2021. Архивировано 16 мая 2021 года.
40. ↑  Padres 13, Cardinals 3, Saturday, May 15 2021 (англ.). mlb.com. MLB Advanced Media LP (15 мая 2021). Дата обращения: 16 мая 2021. Архивировано 16 мая 2021 года.
41. ↑  Padres 5, Cardinals 3, Sunday, May 16 2021 (англ.). mlb.com. MLB Advanced Media LP (16 мая 2021). Дата обращения: 22 мая 2021. Архивировано 22 мая 2021 года.
42. ↑  Padres 7, Rockies 0, Monday, May 17 2021 (англ.). mlb.com. MLB Advanced Media LP (17 мая 2021). Дата обращения: 22 мая 2021. Архивировано 22 мая 2021 года.
43. ↑  Padres 2, Rockies 1, Tuesday, May 18 2021 (англ.). mlb.com. MLB Advanced Media LP (18 мая 2021). Дата обращения: 22 мая 2021. Архивировано 22 мая 2021 года.
44. ↑  Padres 3, Rockies 0, Wednesday, May 19 2021 (англ.). mlb.com. MLB Advanced Media LP (19 мая 2021). Дата обращения: 22 мая 2021. Архивировано 22 мая 2021 года.
45. ↑  Padres 16, Mariners 1, Friday, May 21 2021 (англ.). mlb.com. MLB Advanced Media LP (21 мая 2021). Дата обращения: 22 мая 2021. Архивировано 22 мая 2021 года.
46. ↑  Padres 6, Mariners 4, Saturday, May 22 2021 (англ.). mlb.com. MLB Advanced Media LP (22 мая 2021). Дата обращения: 29 мая 2021. Архивировано 23 мая 2021 года.
47. ↑  Padres 9, Mariners 2, Sunday, May 23 2021 (англ.). mlb.com. MLB Advanced Media LP (23 мая 2021). Дата обращения: 29 мая 2021. Архивировано 24 мая 2021 года.
48. ↑  Brewers 5, Padres 3, Monday, May 24 2021 (англ.). mlb.com. MLB Advanced Media LP (24 мая 2021). Дата обращения: 29 мая 2021. Архивировано 24 мая 2021 года.
49. ↑  Padres 7, Brewers 1, Tuesday, May 25 2021 (англ.). mlb.com. MLB Advanced Media LP (25 мая 2021). Дата обращения: 29 мая 2021. Архивировано 26 мая 2021 года.
50. ↑  Padres 2, Brewers 1, Wednesday, May 26 2021 (англ.). mlb.com. MLB Advanced Media LP (26 мая 2021). Дата обращения: 29 мая 2021. Архивировано 27 мая 2021 года.
51. ↑  Brewers 6, Padres 5, Thursday, May 27 2021 (англ.). mlb.com. MLB Advanced Media LP (27 мая 2021). Дата обращения: 29 мая 2021. Архивировано 28 мая 2021 года.
52. ↑  Padres 10, Astros 3, Friday, May 28 2021 (англ.). mlb.com. MLB Advanced Media LP (28 мая 2021). Дата обращения: 29 мая 2021. Архивировано 28 мая 2021 года.
53. ↑  Padres 11, Astros 8, Saturday, May 29 2021 (англ.). mlb.com. MLB Advanced Media LP (29 мая 2021). Дата обращения: 3 июня 2021. Архивировано 31 мая 2021 года.
54. ↑  Astros 7, Padres 4, Sunday, May 30 2021 (англ.). mlb.com. MLB Advanced Media LP (30 мая 2021). Дата обращения: 3 июня 2021. Архивировано 31 мая 2021 года.
55. ↑  Cubs 7, Padres 2, Monday, May 31 2021 (англ.). mlb.com. MLB Advanced Media LP (31 мая 2021). Дата обращения: 3 июня 2021. Архивировано 1 июня 2021 года.
56. ↑  Cubs 4, Padres 3, Tuesday, June 1 2021 (англ.). mlb.com. MLB Advanced Media LP (1 июня 2021). Дата обращения: 3 июня 2021. Архивировано 2 июня 2021 года.
57. ↑  Cubs 6, Padres 1, Wednesday, June 2 2021 (англ.). mlb.com. MLB Advanced Media LP (2 июня 2021). Дата обращения: 3 июня 2021. Архивировано 2 июня 2021 года.
58. ↑  Padres 4, Mets 3, Thursday, June 3 2021 (англ.). mlb.com. MLB Advanced Media LP (3 июня 2021). Дата обращения: 10 июня 2021. Архивировано 10 июня 2021 года.
59. ↑  Padres 2, Mets 0, Friday, June 4 2021 (англ.). mlb.com. MLB Advanced Media LP (4 июня 2021). Дата обращения: 10 июня 2021. Архивировано 10 июня 2021 года.
60. ↑  Mets 4, Padres 0, Saturday, June 5 2021 (англ.). mlb.com. MLB Advanced Media LP (5 июня 2021). Дата обращения: 10 июня 2021. Архивировано 10 июня 2021 года.
61. ↑  Mets 6, Padres 2, Sunday, June 6 2021 (англ.). mlb.com. MLB Advanced Media LP (6 июня 2021). Дата обращения: 10 июня 2021. Архивировано 10 июня 2021 года.
62. ↑  Padres 9, Cubs 4, Monday, June 7 2021 (англ.). mlb.com. MLB Advanced Media LP (7 июня 2021). Дата обращения: 10 июня 2021. Архивировано 8 июня 2021 года.
63. ↑  Cubs 7, Padres 2, Tuesday, June 8 2021 (англ.). mlb.com. MLB Advanced Media LP (8 июня 2021). Дата обращения: 10 июня 2021. Архивировано 9 июня 2021 года.
64. ↑  Cubs 3, Padres 1, Wednesday, June 9 2021 (англ.). mlb.com. MLB Advanced Media LP (9 июня 2021). Дата обращения: 10 июня 2021. Архивировано 9 июня 2021 года.
65. ↑  Mets 3, Padres 2, Friday, June 11 2021 (англ.). mlb.com. MLB Advanced Media LP (11 июня 2021). Дата обращения: 18 июня 2021. Архивировано 14 июня 2021 года.
66. ↑  Mets 4, Padres 1, Saturday, June 12 2021 (англ.). mlb.com. MLB Advanced Media LP (12 июня 2021). Дата обращения: 18 июня 2021. Архивировано 13 июня 2021 года.
67. ↑  Padres 7, Mets 3, Sunday, June 13 2021 (англ.). mlb.com. MLB Advanced Media LP (13 июня 2021). Дата обращения: 18 июня 2021. Архивировано 14 июня 2021 года.
68. ↑  Rockies 3, Padres 2, Monday, June 14 2021 (англ.). mlb.com. MLB Advanced Media LP (14 июня 2021). Дата обращения: 18 июня 2021. Архивировано 15 июня 2021 года.
69. ↑  Rockies 8, Padres 4, Tuesday, June 15 2021 (англ.). mlb.com. MLB Advanced Media LP (15 июня 2021). Дата обращения: 18 июня 2021. Архивировано 16 июня 2021 года.
70. ↑  Rockies 8, Padres 7, Wednesday, June 16 2021 (англ.). mlb.com. MLB Advanced Media LP (16 июня 2021). Дата обращения: 18 июня 2021. Архивировано 17 июня 2021 года.
71. ↑  Padres 6, Reds 4, Thursday, June 17 2021 (англ.). mlb.com. MLB Advanced Media LP (17 июня 2021). Дата обращения: 18 июня 2021. Архивировано 17 июня 2021 года.
72. ↑  Padres 8, Reds 2, Friday, June 18 2021 (англ.). mlb.com. MLB Advanced Media LP (18 июня 2021). Дата обращения: 27 июня 2021. Архивировано 24 июня 2021 года.
73. ↑  Padres 7, Reds 5, Saturday, June 19 2021 (англ.). mlb.com. MLB Advanced Media LP (19 июня 2021). Дата обращения: 27 июня 2021. Архивировано 24 июня 2021 года.
74. ↑  Padres 3, Reds 2, Sunday, June 20 2021 (англ.). mlb.com. MLB Advanced Media LP (20 июня 2021). Дата обращения: 27 июня 2021. Архивировано 24 июня 2021 года.
75. ↑  Padres 6, Dodgers 2, Monday, June 21 2021 (англ.). mlb.com. MLB Advanced Media LP (21 июня 2021). Дата обращения: 27 июня 2021. Архивировано 27 июня 2021 года.
76. ↑  Padres 3, Dodgers 2, Tuesday, June 22 2021 (англ.). mlb.com. MLB Advanced Media LP (22 июня 2021). Дата обращения: 27 июня 2021. Архивировано 27 июня 2021 года.
77. ↑  Padres 5, Dodgers 3, Wednesday, June 23 2021 (англ.). mlb.com. MLB Advanced Media LP (23 июня 2021). Дата обращения: 27 июня 2021. Архивировано 27 июня 2021 года.
78. ↑  Padres 11, D-Backs 5, Friday, June 25 2021 (англ.). mlb.com. MLB Advanced Media LP (25 июня 2021). Дата обращения: 27 июня 2021. Архивировано 27 июня 2021 года.
79. ↑  D-Backs 10, Padres 1, Saturday, June 26 2021 (англ.). mlb.com. MLB Advanced Media LP (26 июня 2021). Дата обращения: 27 июня 2021. Архивировано 27 июня 2021 года.
80. ↑  Padres 5, D-Backs 4, Sunday, June 27 2021 (англ.). mlb.com. MLB Advanced Media LP (27 июня 2021). Дата обращения: 5 июля 2021. Архивировано 27 июня 2021 года.
81. ↑  Padres 5, Reds 4, Tuesday, June 29 2021 (англ.). mlb.com. MLB Advanced Media LP (29 июня 2021). Дата обращения: 5 июля 2021. Архивировано 30 июня 2021 года.
82. ↑  Padres 7, Reds 5, Wednesday, June 30 2021 (англ.). mlb.com. MLB Advanced Media LP (30 июня 2021). Дата обращения: 5 июля 2021. Архивировано 1 июля 2021 года.
83. ↑  Reds 5, Padres 4, Thursday, July 1 2021 (англ.). mlb.com. MLB Advanced Media LP (1 июля 2021). Дата обращения: 5 июля 2021. Архивировано 1 июля 2021 года.
84. ↑  Phillies 4, Padres 3, Friday, July 2 2021 (англ.). mlb.com. MLB Advanced Media LP (2 июля 2021). Дата обращения: 5 июля 2021. Архивировано 3 июля 2021 года.
85. ↑  Phillies 4, Padres 2, Saturday, July 3 2021 (англ.). mlb.com. MLB Advanced Media LP (3 июля 2021). Дата обращения: 5 июля 2021. Архивировано 3 июля 2021 года.
86. ↑  Padres 11, Phillies 1, Sunday, July 4 2021 (англ.). mlb.com. MLB Advanced Media LP (4 июля 2021). Дата обращения: 5 июля 2021. Архивировано 5 июля 2021 года.
87. ↑  Nationals 7, Padres 5, Monday, July 5 2021 (англ.). mlb.com. MLB Advanced Media LP (5 июля 2021). Дата обращения: 29 июля 2021. Архивировано 6 июля 2021 года.
88. ↑  Padres 7, Nationals 4, Tuesday, July 6 2021 (англ.). mlb.com. MLB Advanced Media LP (6 июля 2021). Дата обращения: 29 июля 2021. Архивировано 29 июля 2021 года.
89. ↑  Nationals 15, Padres 5, Wednesday, July 7 2021 (англ.). mlb.com. MLB Advanced Media LP (7 июля 2021). Дата обращения: 29 июля 2021. Архивировано 8 июля 2021 года.
90. ↑  Padres 9, Nationals 8, Thursday, July 8 2021 (англ.). mlb.com. MLB Advanced Media LP (8 июля 2021). Дата обращения: 29 июля 2021. Архивировано 9 июля 2021 года.
91. ↑  Padres 4, Rockies 2, Friday, July 9 2021 (англ.). mlb.com. MLB Advanced Media LP (9 июля 2021). Дата обращения: 29 июля 2021. Архивировано 10 июля 2021 года.
92. ↑  Rockies 3, Padres 0, Saturday, July 10 2021 (англ.). mlb.com. MLB Advanced Media LP (10 июля 2021). Дата обращения: 29 июля 2021. Архивировано 29 июля 2021 года.
93. ↑  Rockies 3, Padres 1, Sunday, July 11 2021 (англ.). mlb.com. MLB Advanced Media LP (11 июля 2021). Дата обращения: 29 июля 2021. Архивировано 12 июля 2021 года.
94. ↑  Padres 24, Nationals 8, Friday, July 16 2021 (англ.). mlb.com. MLB Advanced Media LP (16 июля 2021). Дата обращения: 29 июля 2021. Архивировано 17 июля 2021 года.
95. ↑  Padres 10, Nationals 4, Sunday, July 18 2021 (англ.). mlb.com. MLB Advanced Media LP (18 июля 2021). Дата обращения: 29 июля 2021. Архивировано 17 июля 2021 года.
96. ↑  Nationals 8, Padres 7, Sunday, July 18 2021 (англ.). mlb.com. MLB Advanced Media LP (18 июля 2021). Дата обращения: 29 июля 2021. Архивировано 19 июля 2021 года.
97. ↑  Braves 2, Padres 1, Tuesday, July 20 2021 (англ.). mlb.com. MLB Advanced Media LP (20 июля 2021). Дата обращения: 29 июля 2021. Архивировано 21 июля 2021 года.
98. ↑  Padres 3, Braves 2, Wednesday, July 21 2021 (англ.). mlb.com. MLB Advanced Media LP (21 июля 2021). Дата обращения: 29 июля 2021. Архивировано 21 июля 2021 года.
99. ↑  Padres 3, Marlins 2, Thursday, July 22 2021 (англ.). mlb.com. MLB Advanced Media LP (22 июля 2021). Дата обращения: 29 июля 2021. Архивировано 23 июля 2021 года.
100. ↑  Padres 5, Marlins 2, Friday, July 23 2021 (англ.). mlb.com. MLB Advanced Media LP (23 июля 2021). Дата обращения: 29 июля 2021. Архивировано 25 июля 2021 года.
101. ↑  Marlins 3, Padres 2, Saturday, July 24 2021 (англ.). mlb.com. MLB Advanced Media LP (24 июля 2021). Дата обращения: 29 июля 2021. Архивировано 25 июля 2021 года.
102. ↑  Marlins 9, Padres 3, Sunday, July 25 2021 (англ.). mlb.com. MLB Advanced Media LP (25 июля 2021). Дата обращения: 29 июля 2021. Архивировано 25 июля 2021 года.
103. ↑  Padres 7, Athletics 4, Tuesday, July 27 2021 (англ.). mlb.com. MLB Advanced Media LP (27 июля 2021). Дата обращения: 29 июля 2021. Архивировано 27 июля 2021 года.
104. ↑  Athletics 10, Padres 4, Wednesday, July 28 2021 (англ.). mlb.com. MLB Advanced Media LP (28 июля 2021). Дата обращения: 29 июля 2021. Архивировано 28 июля 2021 года.
105. ↑  Padres 3, Rockies 0, Thursday, July 29 2021 (англ.). mlb.com. MLB Advanced Media LP (29 июля 2021). Дата обращения: 18 августа 2021. Архивировано 18 августа 2021 года.
106. ↑  Rockies 9, Padres 4, Friday, July 30 2021 (англ.). mlb.com. MLB Advanced Media LP (30 июля 2021). Дата обращения: 18 августа 2021. Архивировано 18 августа 2021 года.
107. ↑  Rockies 5, Padres 3, Saturday, July 31 2021 (англ.). mlb.com. MLB Advanced Media LP (31 июля 2021). Дата обращения: 18 августа 2021. Архивировано 18 августа 2021 года.
108. ↑  Padres 8, Rockies 1, Sunday, August 1 2021 (англ.). mlb.com. MLB Advanced Media LP (1 августа 2021). Дата обращения: 18 августа 2021. Архивировано 18 августа 2021 года.
109. ↑  Padres 8, Athletics 1, Tuesday, August 3 2021 (англ.). mlb.com. MLB Advanced Media LP (3 августа 2021). Дата обращения: 18 августа 2021. Архивировано 18 августа 2021 года.
110. ↑  Athletics 5, Padres 4, Wednesday, August 4 2021 (англ.). mlb.com. MLB Advanced Media LP (4 августа 2021). Дата обращения: 18 августа 2021. Архивировано 18 августа 2021 года.
111. ↑  D-Backs 8, Padres 5, Friday, August 6 2021 (англ.). mlb.com. MLB Advanced Media LP (6 августа 2021). Дата обращения: 18 августа 2021. Архивировано 18 августа 2021 года.
112. ↑  Padres 6, D-Backs 2, Saturday, August 7 2021 (англ.). mlb.com. MLB Advanced Media LP (7 августа 2021). Дата обращения: 18 августа 2021. Архивировано 18 августа 2021 года.
113. ↑  Padres 2, D-Backs 0, Sunday, August 8 2021 (англ.). mlb.com. MLB Advanced Media LP (8 августа 2021). Дата обращения: 18 августа 2021. Архивировано 18 августа 2021 года.
114. ↑  Padres 8, Marlins 3, Monday, August 9 2021 (англ.). mlb.com. MLB Advanced Media LP (9 августа 2021). Дата обращения: 18 августа 2021. Архивировано 10 августа 2021 года.
115. ↑  Padres 6, Marlins 5, Tuesday, August 10 2021 (англ.). mlb.com. MLB Advanced Media LP (10 августа 2021). Дата обращения: 18 августа 2021. Архивировано 11 августа 2021 года.
116. ↑  Marlins 7, Padres 0, Wednesday, August 11 2021 (англ.). mlb.com. MLB Advanced Media LP (11 августа 2021). Дата обращения: 18 августа 2021. Архивировано 14 августа 2021 года.
117. ↑  D-Backs 12, Padres 3, Thursday, August 12 2021 (англ.). mlb.com. MLB Advanced Media LP (12 августа 2021). Дата обращения: 18 августа 2021. Архивировано 18 августа 2021 года.
118. ↑  D-Backs 3, Padres 2, Friday, August 13 2021 (англ.). mlb.com. MLB Advanced Media LP (13 августа 2021). Дата обращения: 18 августа 2021. Архивировано 18 августа 2021 года.
119. ↑  D-Backs 7, Padres 0, Saturday, August 14 2021 (англ.). mlb.com. MLB Advanced Media LP (14 августа 2021). Дата обращения: 18 августа 2021. Архивировано 18 августа 2021 года.
120. ↑  Padres 8, D-Backs 2, Sunday, August 15 2021 (англ.). mlb.com. MLB Advanced Media LP (15 августа 2021). Дата обращения: 18 августа 2021. Архивировано 18 августа 2021 года.
121. ↑  Rockies 6, Padres 5, Monday, August 16 2021 (англ.). mlb.com. MLB Advanced Media LP (16 августа 2021). Дата обращения: 18 августа 2021. Архивировано 17 августа 2021 года.
122. ↑  Rockies 7, Padres 3, Tuesday, August 17 2021 (англ.). mlb.com. MLB Advanced Media LP (17 августа 2021). Дата обращения: 18 августа 2021. Архивировано 17 августа 2021 года.
123. ↑  Rockies 7, Padres 5, Wednesday, August 18 2021 (англ.). mlb.com. MLB Advanced Media LP (18 августа 2021). Дата обращения: 7 октября 2021. Архивировано 26 августа 2021 года.
124. ↑  Phillies 4, Padres 3, Friday, August 20 2021 (англ.). mlb.com. MLB Advanced Media LP (20 августа 2021). Дата обращения: 7 октября 2021. Архивировано 29 августа 2021 года.
125. ↑  Padres 4, Phillies 3, Saturday, August 21 2021 (англ.). mlb.com. MLB Advanced Media LP (21 августа 2021). Дата обращения: 7 октября 2021. Архивировано 22 августа 2021 года.
126. ↑  Phillies 7, Padres 4, Sunday, August 22 2021 (англ.). mlb.com. MLB Advanced Media LP (22 августа 2021). Дата обращения: 7 октября 2021. Архивировано 23 августа 2021 года.
127. ↑  Dodgers 5, Padres 2, Tuesday, August 24 2021 (англ.). mlb.com. MLB Advanced Media LP (24 августа 2021). Дата обращения: 7 октября 2021. Архивировано 28 августа 2021 года.
128. ↑  Dodgers 5, Padres 3, Wednesday, August 25 2021 (англ.). mlb.com. MLB Advanced Media LP (25 августа 2021). Дата обращения: 7 октября 2021. Архивировано 26 августа 2021 года.
129. ↑  Dodgers 4, Padres 0, Thursday, August 26 2021 (англ.). mlb.com. MLB Advanced Media LP (26 августа 2021). Дата обращения: 7 октября 2021. Архивировано 27 августа 2021 года.
130. ↑  Padres 5, Angels 0, Friday, August 27 2021 (англ.). mlb.com. MLB Advanced Media LP (27 августа 2021). Дата обращения: 7 октября 2021. Архивировано 28 августа 2021 года.
131. ↑  Angels 10, Padres 2, Saturday, August 28 2021 (англ.). mlb.com. MLB Advanced Media LP (28 августа 2021). Дата обращения: 7 октября 2021. Архивировано 29 августа 2021 года.
132. ↑  Padres 7, D-Backs 5, Monday, August 30 2021 (англ.). mlb.com. MLB Advanced Media LP (30 августа 2021). Дата обращения: 7 октября 2021. Архивировано 2 сентября 2021 года.
133. ↑  Padres 3, D-Backs 0, Tuesday, August 31 2021 (англ.). mlb.com. MLB Advanced Media LP (31 августа 2021). Дата обращения: 7 октября 2021. Архивировано 1 сентября 2021 года.
134. ↑  D-Backs 8, Padres 3, Wednesday, September 1 2021 (англ.). mlb.com. MLB Advanced Media LP (1 сентября 2021). Дата обращения: 7 октября 2021. Архивировано 3 сентября 2021 года.
135. ↑  Astros 6, Padres 3, Friday, September 3 2021 (англ.). mlb.com. MLB Advanced Media LP (3 сентября 2021). Дата обращения: 7 октября 2021. Архивировано 10 сентября 2021 года.
136. ↑  Padres 10, Astros 2, Saturday, September 4 2021 (англ.). mlb.com. MLB Advanced Media LP (4 сентября 2021). Дата обращения: 7 октября 2021. Архивировано 10 сентября 2021 года.
137. ↑  Padres 4, Astros 3, Sunday, September 5 2021 (англ.). mlb.com. MLB Advanced Media LP (5 сентября 2021). Дата обращения: 7 октября 2021. Архивировано 10 сентября 2021 года.
138. ↑  Angels 4, Padres 0, Tuesday, September 7 2021 (англ.). mlb.com. MLB Advanced Media LP (7 сентября 2021). Дата обращения: 7 октября 2021. Архивировано 8 сентября 2021 года.
139. ↑  Padres 8, Angels 5, Wednesday, September 8 2021 (англ.). mlb.com. MLB Advanced Media LP (8 сентября 2021). Дата обращения: 8 октября 2021. Архивировано 9 сентября 2021 года.
140. ↑  Dodgers 3, Padres 0, Friday, September 10 2021 (англ.). mlb.com. MLB Advanced Media LP (10 сентября 2021). Дата обращения: 8 октября 2021. Архивировано 12 сентября 2021 года.
141. ↑  Dodgers 5, Padres 4, Saturday, September 11 2021 (англ.). mlb.com. MLB Advanced Media LP (11 сентября 2021). Дата обращения: 8 октября 2021. Архивировано 12 сентября 2021 года.
142. ↑  Dodgers 8, Padres 0, Sunday, September 12 2021 (англ.). mlb.com. MLB Advanced Media LP (12 сентября 2021). Дата обращения: 8 октября 2021. Архивировано 14 сентября 2021 года.
143. ↑  Giants 9, Padres 1, Monday, September 13 2021 (англ.). mlb.com. MLB Advanced Media LP (13 сентября 2021). Дата обращения: 8 октября 2021. Архивировано 15 сентября 2021 года.
144. ↑  Giants 6, Padres 1, Tuesday, September 14 2021 (англ.). mlb.com. MLB Advanced Media LP (14 сентября 2021). Дата обращения: 8 октября 2021. Архивировано 15 сентября 2021 года.
145. ↑  Padres 9, Giants 6, Wednesday, September 15 2021 (англ.). mlb.com. MLB Advanced Media LP (15 сентября 2021). Дата обращения: 8 октября 2021. Архивировано 15 сентября 2021 года.
146. ↑  Padres 7, Giants 4, Thursday, September 16 2021 (англ.). mlb.com. MLB Advanced Media LP (16 сентября 2021). Дата обращения: 8 октября 2021. Архивировано 18 сентября 2021 года.
147. ↑  Cardinals 8, Padres 2, Friday, September 17 2021 (англ.). mlb.com. MLB Advanced Media LP (17 сентября 2021). Дата обращения: 8 октября 2021. Архивировано 27 сентября 2021 года.
148. ↑  Cardinals 3, Padres 2, Saturday, September 18 2021 (англ.). mlb.com. MLB Advanced Media LP (18 сентября 2021). Дата обращения: 8 октября 2021. Архивировано 20 сентября 2021 года.
149. ↑  Cardinals 8, Padres 7, Sunday, September 19 2021 (англ.). mlb.com. MLB Advanced Media LP (19 сентября 2021). Дата обращения: 8 октября 2021. Архивировано 27 сентября 2021 года.
150. ↑  Giants 6, Padres 5, Tuesday, September 21 2021 (англ.). mlb.com. MLB Advanced Media LP (21 сентября 2021). Дата обращения: 8 октября 2021. Архивировано 22 сентября 2021 года.
151. ↑  Giants 8, Padres 6, Wednesday, September 22 2021 (англ.). mlb.com. MLB Advanced Media LP (22 сентября 2021). Дата обращения: 8 октября 2021. Архивировано 23 сентября 2021 года.
152. ↑  Padres 7, Giants 6, Thursday, September 23 2021 (англ.). mlb.com. MLB Advanced Media LP (23 сентября 2021). Дата обращения: 8 октября 2021. Архивировано 24 сентября 2021 года.
153. ↑  Padres 6, Bravees 5, Friday, September 24 2021 (англ.). mlb.com. MLB Advanced Media LP (24 сентября 2021). Дата обращения: 8 октября 2021. Архивировано 25 сентября 2021 года.
154. ↑  Braves 4, Padres 0, Friday, September 24 2021 (англ.). mlb.com. MLB Advanced Media LP (24 сентября 2021). Дата обращения: 8 октября 2021. Архивировано 25 сентября 2021 года.
155. ↑  Braves 10, Padres 8, Saturday, September 25 2021 (англ.). mlb.com. MLB Advanced Media LP (25 сентября 2021). Дата обращения: 8 октября 2021. Архивировано 26 сентября 2021 года.
156. ↑  Braves 4, Padres 3, Sunday, September 26 2021 (англ.). mlb.com. MLB Advanced Media LP (26 сентября 2021). Дата обращения: 8 октября 2021. Архивировано 27 сентября 2021 года.
157. ↑  Dodgers 2, Padres 1, Tuesday, September 28 2021 (англ.). mlb.com. MLB Advanced Media LP (28 сентября 2021). Дата обращения: 8 октября 2021. Архивировано 29 сентября 2021 года.
158. ↑  Dodgers 11, Padres 9, Wednesday, September 29 2021 (англ.). mlb.com. MLB Advanced Media LP (29 сентября 2021). Дата обращения: 8 октября 2021. Архивировано 29 сентября 2021 года.
159. ↑  Dodgers 8, Padres 3, Thursday, September 30 2021 (англ.). mlb.com. MLB Advanced Media LP (30 сентября 2021). Дата обращения: 8 октября 2021. Архивировано 1 октября 2021 года.
160. ↑  Giants 3, Padres 0, Friday, October 1 2021 (англ.). mlb.com. MLB Advanced Media LP (1 октября 2021). Дата обращения: 8 октября 2021. Архивировано 2 октября 2021 года.
161. ↑  Padres 3, Giants 2, Saturday, October 2 2021 (англ.). mlb.com. MLB Advanced Media LP (2 октября 2021). Дата обращения: 8 октября 2021. Архивировано 2 октября 2021 года.
162. ↑  Giants 11, Padres 4, Sunday, October 3 2021 (англ.). mlb.com. MLB Advanced Media LP (3 октября 2021). Дата обращения: 8 октября 2021. Архивировано 4 октября 2021 года.